# KOI-55
KOI-55 — звезда в созвездии Лебедя. Находится на расстоянии 1180 парсеков от Солнца.
Является субкарликом, сбросившим свою газовую оболочку.
В 2011 году у звезды были открыты две экзопланеты-миниземли: KOI-55 b (KOI-55.01) и KOI-55 c (KOI-55.02), которые, возможно, являются хтоническими планетами.